# Lukasskolen
Lukasskolen er en kristen friskole i Vejle, beliggende i den nordlige bydel Grundet. Skolens baggrund er tværkirkelig, dvs. fra både Folkekirken og frikirker. Skolen har omkring 250 elever fra indskolingen til 9. klasse. Der er desuden tilknyttet en musikskole, der tilbyder undervisning i kor, instrumenter og sang.
Lukasskolen blev grundlagt i 1985, og den nuværende skolebygning er fra 1998. Skolen er medlem af Foreningen af Kristne Friskoler. Skolelederen er Bent Molbech Pedersen.
I 2013 vandt 8. M på Lukasskolen Nordisk Matematikkonkurrence.[kilde mangler]